# Província marítima de Mallorca

Bandera de la província marítima de Mallorca

La província marítima de Mallorca és una de les trenta províncies marítimes amb les quals està dividit el litoral espanyol. Es correspon a les costes de les illes de Mallorca i Menorca i els seus illots adjacents. La seua matrícula és PM.
Es divideix en quatre districtes marítims:
- Palma (PM-1), que va des de la cala de sant Vicenç fins a Capdepera, pel sud, amb les illes de sa Conillera i Cabrera.
- Alcúdia (PM-2), que va des de Capdepera fins fins a la cala de sant Vicenç, pel nord.
- Maó (PM-3), que va des del cap de Cavalleria fins a la platja de son Bou, per l'est.
- Ciutadella (PM-4), que va des de la platja de son Bou fins al cap de Cavalleria, per l'oest.[1]